# Rätt (juridik)
Rätt är en beteckning för ett flertal juridiska begrepp. Det kan användas som beteckning för rättssystemet i ett visst geografiskt område vid en viss tid men också i sammansättningar för ett visst juridiskt sakområde som exempelvis familjerätt. Rätt kan också användas som kortform för en domstol.
Rätt kan delas in i objektiv rätt som utgörs av rättsregler och subjektiv rätt som är juridiska rättigheter som tillkommer enskilda människor.